# Aeroportul Municipal Goodland
Aeroportul Municipal Goodland (IATA: GLD, ICAO: KGLD, FAA LID: GLD) este un aeroport din Kansas, Statele Unite ale Americii ce deservește zona Goodland⁠(d). A fost numit după zona deservită.
Situat la o altitudine de 1.114 m, aeroportul dispune de 3 piste.

## Infrastructură

### Piste
Aeroportul dispune de 3 piste: 
- pista 05/23 din asfalt, cu dimensiunile 3.501 picioare × 75 picioare
- pista 12/30 din beton, cu dimensiunile 5.499 picioare × 100 picioare
- pista 17/35 din Iarbă, cu dimensiunile 1.781 picioare × 40 picioare